# Идрией
Идрией (др.-греч. Ἱδριεύς; ум. 344 до н. э.) — правитель Карии из династии Гекатомнидов в 351—344 годах.

## Биография
Идрией был вторым сыном Гекатомна и вступил на престол в 351 году до н. э. после смерти своей сестры Артемисии II.
Во время его правления был достроен Мавзолей в Галикарнасе, строительство которого было начато Артемисией II. Так же, было перестроено святилище Зевса Лабрандейского в городе Лабранда.
Он умер от болезни в 344 году до н. э. после своего семилетнего правления. В это время Карией стала править его сестра, на которой он был женат, Ада Карийская.